# Henley & Partners
Henley & Partners è una società di consulenza di cittadinanza e residenza globale, con sede a Londra e con oltre 25 uffici nel mondo. Consiglia governi su politiche di cittadinanza e residenza e opera con loro per sviluppare programmi di residenza e cittadinanza.
Offre servizi di consulenza sulla legge riguardante l'immigrazione e politiche dei visti e trattati e negoziazioni associate.
Henley & Partners’ Residence and Citizenship Practice Group consiglia singoli individui e i loro aiutanti, banchieri e gli uffici di famiglia su residenza alternativa e cittadinanza.

## Storia
Originariamente fondata negli anni '70, Henley & Partners è stata riformata nel 1997 attraverso la combinazione di una società di consulenza per l'immigrazione dei clienti privati e un'azienda di servizi aziendali e familiari.  Alla fine degli anni '90 e negli anni 2000, la società  consigliava a facoltosi uomini d'affari e individui come spostare le loro attività e famiglie in tutto il mondo, in gran parte attraverso l'acquisizione di residenza e cittadinanza dall'Austria, Canada, Hong Kong, Stati Uniti, Svizzera e St. Kitts e Nevis.
All'epoca, il concetto di residenza e pianificazione della cittadinanza era relativamente nuovo e non considerato di grande rilevanza.  Questa situazione è cambiata nel 2006, tuttavia, quando Henley & Partners è stata coinvolta nella ristrutturazione del programma di cittadinanza per investimenti di St. Kitts e Nevis, introducendo procedure migliori e due diligence e incorporando donazioni per sostenere la transizione del paese al turismo e ai servizi che seguono la chiusura dell'industria dello zucchero nel 2005.  La società  ha ottenuto diritti esclusivi per la commercializzazione di St. Kitts & Nevis in tutto il mondo. Nel 2006, l'1% del PIL di St. Kitts e Nevis proveniva dal programma di cittadinanza per investimento del paese.  Entro il 2014, questa cifra era cresciuta al 25%, con quasi la metà degli afflussi di capitali generati dalle donazioni nell'ambito dell'opzione di contributo della Sugar Industry Diversification Foundation.